# Хачапуридзе, Тамара Давидовна
Тамара Давидовна Хачапуридзе (1925, Кутаисский уезд, ССР Грузия) — рабочая Цулукидзевского совхоза Министерства сельского хозяйства СССР, Цулукидзевский район, Грузинская ССР. Герой Социалистического Труда (1951).

## Биография
Родилась в 1925 году в крестьянской семье в одном из сельских населённых пунктов Кутаисского уезда. После окончания местной начальной школы трудилась на чайной плантации Цулукидзевского совхоза. За выдающиеся трудовые результаты по итогам 1949 года была награждена Орденом Трудового Красного Знамени.
В 1950 году собрала 7914 килограмма сортового чайного листа на площади 0,5 гектара. Указом Президиума Верховного Совета СССР от 1 сентября 1951 года удостоена звания Героя Социалистического Труда за «получение в 1950 году высоких урожаев сортового зелёного чайного листа и винограда» с вручением ордена Ленина и золотой медали «Серп и Молот» (№ 6172).
Этим же указом званием Героя Социалистического Труда была награждена рабочая Цулукидзевского совхоза Милица Николаевна Апридонидзе.
После выхода на пенсию проживала в Цулукидзевского района. С 1979 года — персональный пенсионер союзного значения.
Награды
- Герой Социалистического Труда
- Орден Ленина
- Орден Трудового Красного Знамени (31.07.1950)